# Brest, Belarus
Brest (tiếng Belarus: Брэст, Brest hay Берасце, Bieraście; tiếng Nga: Брест Brest; tiếng Ba Lan: Brześć; tiếng Litva: Brasta, Brestas; tiếng Yid: בריסק Brisk), trước đây cũng được gọi là Brest-on-Bug ("Brześć nad Bugiem" ở Ba Lan) và Brest-Litovsk ("Brześć Litewski" ở Ba Lan), là một thành phố của Belarus nằm cạnh biên giới với Ba Lan, ngay gần thành phố Terespol Ba Lan, nơi sông Bug và sông Mukhavets gặp nhau. Đây là thủ phủ của voblast Brest. Pháo đài Brest, nơi diễn ra trận tử thủ pháo đài Brest nổi tiếng năm 1941, nằm chệch về phía Tây thành phố, nằm trên một hòn đảo lớn tại ngã ba sông Bug Tây và sông Mukhavets.